# Hans Arnold (Landtagsdirektor)
Hans Richard Arnold (* 2. Januar 1906 in Schramberg; † 12. Januar 1997 in Friedenweiler) war ein deutscher Verwaltungsbeamter und Kommunalpolitiker.

## Leben
Arnold wurde am 24. August 1945 vom Wolfacher Landrat Hans Seydel zum Bürgermeister von Zell am Harmersbach. Zuvor war er Stadtrechner gewesen. Am 10. Dezember 1945 wurde er vom inzwischen gebildeten Gemeinderat offiziell zum Stadtoberhaupt gewählt.
Im April 1947 wurde Arnold zum Direktor des Badischen Landtags berufen. Er folgte auf Walter Ehling. Arnold amtierte bis 1952, als das Land Baden im neugeschaffenen Land Baden-Württemberg aufging.